# 勝野駅

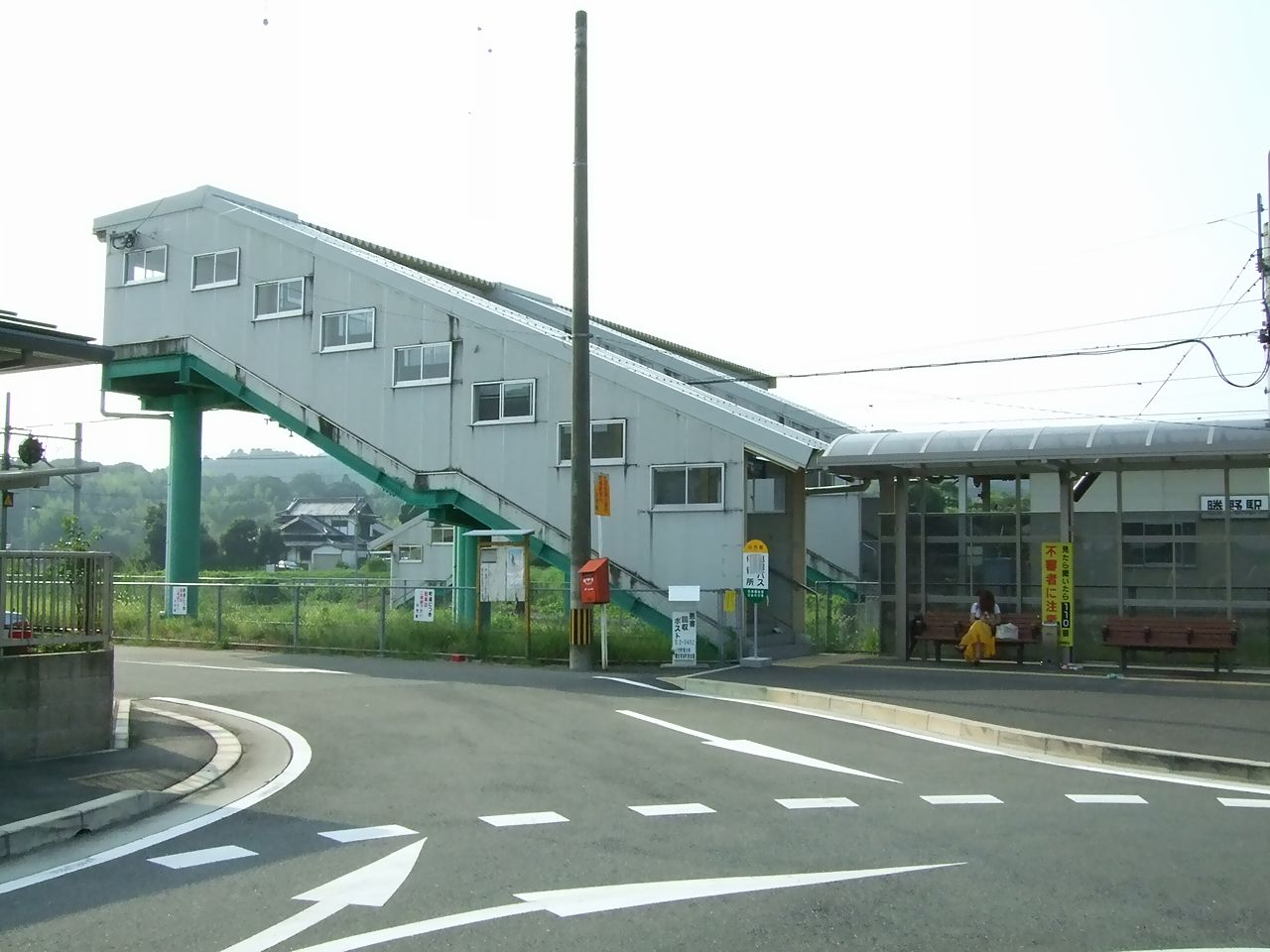
東側出入口（2009年8月）

勝野駅（かつのえき）は、福岡県鞍手郡小竹町大字赤地字兵丹にある九州旅客鉄道（JR九州）筑豊本線（福北ゆたか線）の駅である。駅番号はJC18。
かつては当駅から宮田線が分岐していた。

## 歴史
- 1901年（明治34年）2月13日：九州鉄道（初代）が開設[1][3]。
- 1902年（明治35年）2月19日：当駅 - 宮田（筑前宮田）間支線（後の宮田線）開通[2]。
- 1907年（明治40年）6月1日：九州鉄道（初代）が国有化され、帝国鉄道庁が所管[3]。
- 1987年（昭和62年）4月1日：国鉄分割民営化により九州旅客鉄道が継承[4]。
- 1989年（平成元年）12月23日：宮田線廃止[1][2]。無人駅となる[5]。
- 2009年（平成21年）3月1日：ICカードSUGOCAの利用を開始[6]。

## 駅構造
島式ホーム1面2線を有する地上駅。駅舎は無い。新飯塚寄りに跨線橋の階段がある。跨線橋からは線路の東西の出入口につながっている。宮田線廃止以降、無人駅となっている。近距離きっぷの自動券売機が設置されている。SUGOCAの利用が可能であるが、カード販売とチャージ取扱は行わない。無人駅であるが、ワンマン列車は全ドアが開く。宮田線廃止以前は単式ホームが存在しており、合計で2面3線のホームを有していた。

### のりば
| のりば | 路線         | 方向 | 行先             |
| ------ | ------------ | ---- | ---------------- |
| 1      | 福北ゆたか線 | 下り | 新飯塚・博多方面 |
| 2      | 福北ゆたか線 | 上り | 直方・折尾方面   |

## 停車列車
普通列車のみ停車する。折尾駅から桂川駅までの区間（筑豊本線区間）で、唯一快速列車が通過する駅である。
2018年3月17日ダイヤ改正では日中の博多発着の普通列車が新飯塚駅で折り返しとなったことに伴い、日中は1時間2本の快速のうち1本が当駅に停車するようになったが、2021年3月12日ダイヤ改正により日中は博多駅 - 篠栗駅間の区間運転がなくなり1時間2本の快速のうち1本を普通列車としたため、快速列車については全列車が当駅通過となっている。

## 駅周辺
小竹町北端部に位置する。駅名の「勝野」は小竹町南端、隣の小竹駅周辺の集落であり、当駅所在地は勝野地区では無い。駅前は田畑と小集落のみで閑散としている。
- 国道200号
- 南良津川
- 遠賀川
- 兵丹区公民館
- 九州電力直方変電所
- 百合野団地
- 平成筑豊鉄道伊田線あかぢ駅 - 約1 km東側
- 小竹町巡回バス「ひまわり号」勝野駅バス停 - 駅東口前。町内各地へ運行（土曜午後と日曜・祝日は運休）

## 隣の駅
九州旅客鉄道（JR九州）
 福北ゆたか線（筑豊本線）
■快速
通過
■普通
直方駅（JC19） - 勝野駅（JC18） - 小竹駅（JC17）

### かつて存在した路線
九州旅客鉄道（JR九州）
宮田線
勝野駅 - 磯光駅